# Свети Иван Рилски (Търговище)
„Свети Иван Рилски“ е православен храм в Търговище.

## Местоположение
Сградата е разположена в неголяма градина в северната част на градския център, в близост до централния пазар. Църквата е посветена на първия български отшелник Свети Иван Рилски.

## История
Строителството на сградата започва през 1912 година, но малко по-късно е прекратено поради избухването на Балканската война. Окончателно е изградена през 1936 година. През 1961 година е монтиран уникален дърворезбован иконостас, изработен от проф. Петър Кушлев.
През 1970-те години църквата е основно ремонтирана с помощта на дарение от Андрей, Митрополит Нюйоркски, епархиален прелат на Българската православна църква за САЩ, Канада и Австралия. Свързан с Търговище (прекарал е своите ученически години в града), митрополит Андрей е погребан в нартекса на църквата „Св. Иван Рилски“ след смъртта си през 1972 година.
Иконите в храма са дело на дебърския иконописец Христо Апостолов с изключение на тези на Богородица и Христос, които са дело на проф. Георги (Гочо) Богданов.